# Државни савет Краљевине Југославије
Државни савет Краљевине Југославије је био врховни управни суд у Краљевини Југославији.

## Делокруг
Државни савет Краљевине Југославије је као врховни управни суд наследио Државни савет из Краљевине Срба, Хрвата и Словенаца чије је уређење било прописано Законом о Државном савету и управним судовима од 17. маја 1922. Затим, према Видовданском уставу (1921) постојао је Државни савет са следећим дужностима: као највиши управни суд решавао је о споровима управне природе, као управни орган врховне државне управе решавао је о актима управне природе за које је било потребно његово одобрење, вршио је надзорну власт над самоуправним јединицама, решавао је сукобе о надлежности између државних управних власти и између државних и самоуправних власти, решавао је и о другим питањима која би му била стављена у надлежност.
Државни савет је радио у саставу одељења, а подела рада међу њима се одређивала сваке године. Одељења Државног савета:
- Прво одељење — предмети Председништва Министарског савета, Министарства спољних послова, предмети Одељења вера Министарства правде, Министарства унутрашњих послова, све самоуправне ствари по закону о општинама, самоуправни буџети и сукоби надлежности;
- Друго одељење — предмети Министарства трговине и индустрије, Министарства просвете, Министарства социјалне политике и народног здравља, Министарства пољопривреде са свим предметима аграрне реформе било да је по истим одлуку донео министар или управни суд;
- Треће одељење — предмети Министарства војске и морнарице, Министарства грађевина и Одељења пошта и телеграфа Министарства саобраћаја;
- Четврто одељење — царински предмети, трошарински предмети, сви спорови по закону о таксама, предмети по девизама и валутама, монополске кривице без обзира који је управни суд донео одлуку;
- Пето одељење — предмети Министарства саобраћаја, Министарства шума и рудника, дисциплинске кривице;
- Шесто одељење — персонални предмети Министарства финансија (постављења, разврставања, унапређења, отпусти, пензије) и остали административни предмети Министарства финансија, сви предмети по закону о непосредном порезу било да је одлуку донео министар или управни суд, као и предмети Министарства правде.

Пресуде управних судова су долазиле у одељења у која су по самом предмету спадале.
Председник Државног савета је могао у циљу одржавања једнообразности у правосуђу у Државном савету према потреби сазивати Општу седницу Државног савета. Она је могла решавати ако је било присутно бар две трећине свих чланова. Одлуке Опште седнице биле су обавезне за одељења.

## Састав
Према Закону о изменама и допунама Закона о Државном савету и управним судовима (1929) Државни савет је имао тридесет чланова. Чланове је постављао краљ на предлог председника Министарског савета. Чланови Државног савета и управних судова су могли бити уклоњени са свога места, преведени у друга звања државне службе и стављени у пензију краљевим указом на предлог председника Министарског савета односно министра правде.
Сваки управни суд је имао свога председника и потребан број судија. Они су се постављали краљевим указом на предлог министра правде. Управни судови су решавали у одељењима од тројице судија од којих је један председавао. Распоред судија у одељењима управних судова су вршили председници управних судова односно њихови заменици.